# Santiago el Pinar
Santiago el Pinar là một đô thị thuộc bang Chiapas, México. Năm 2005, dân số của đô thị này là 2854 người.